# Сједињене Америчке Државе
Сједињене Америчке Државе — скраћено САД (енгл. United States of America — скраћено USA), понекад кратко Сједињене Државе — СД (енгл. United States — US) или само Америка (енгл. America), држава је у Северној Америци. САД су савезна република која се састоји од 50 држава и федералног округа (Вашингтон). На копну се граниче са Канадом на северу и Мексиком на југу. САД су трећа држава по површини и броју становника. Главни финансијски центар и најнасељенији град је Њујорк.
Подручје САД је насељено људима откада су Палеоиндијанци мигрирали преко Беринговог копненог моста пре више од 12.000 година. Почевши од 1607. године, британска колонизација је довела до оснивања Тринаест колонија. Интензивни развој пољопривреде убрзо је довео до атлантске трговине робљем. Сукоби са британском круном око опорезивања и политичког представљања довели су до Америчке револуције, Декларације о независности (4. јул 1776) и коначне победе у рату за независност (1775—1783). Држава је почела да се шири по Северној Америци, обухватајући велики део континента крајем 1840-их. Дугогодишња подела око ропства довела је до сецесије јужних Конфедеративних Држава Америке, које је поразила Унија током Америчког грађанског рата (1861—1865), док је ропство укинуто после рата. До 1900. САД су се успоставиле као велика сила, поставши највећа светска економија. Након напада на Перл Харбор у децембру 1941, придружиле су се Савезницима током Другог светског рата, чијом последицом су САД и Совјетски Савез постале две суперсиле. Овим је почела њихова борба за идеолошку доминацију и међународни утицај у хладном рату. Након распада Совјетског Савеза и краја хладног рата 1991, САД су постале једина светска суперсила, уз значајан геополитички утицај на глобалном нивоу.
САД су једна од најразвијенијих држава, а рангирају се међу највишим у свету по међународним мерилима прихода, богатства, економске конкурентности, продуктивности, иновација, људских права и образовања. Имају највећи средњи приход по глави становника од било које немикродржаве и поседују далеко највећи износ богатства од било које друге земље. Привреда САД је номинално највећа, која чини преко четвртине глобалног БДП-а. САД су оснивачи Уједињених нација (УН), Светске банке, Међународног монетарног фонда, Организације америчких држава, НАТО и стална чланица Савета безбедности УН.

## Етимологија
Немачки картограф Мартин Валдземулер је 1507. године направио карту света на којој је земље западне хемисфере назвао Америка, у част италијанског истраживача и картографа Америга Веспучија (лат. Americus Vespucius). Први документовани доказ фразе „Сједињене Америчке Државе” је у облику писма од 2. јануара 1776. године, које је написао Стивен Мојлан ађутанту Џорџа Вашингтона и генералу Континенталне војске, пуковнику Џозефу Риду. Мојлан је изразио жељу да оде „са пуним и обимним овлашћењима Сједињених Америчких Држава Шпанији” како би затражио помоћ током Револуционарног рата. Прва позната публикација фразе „Сједињене Америчке Државе” била је у анонимном есеју у новинама Вилијамсбурга, The Virginia Gazette, дана 6. априла 1776. године.
Други нацрт Уговора о конфедерацији, који је припремио Џон Дикинсон и завршио најкасније до 17. јула 1776. године, прогласио је „Име ове Конфедерације биће ’Сједињене Америчке Државе’”. Коначна верзија Уговора послата је државама на ратификацију крајем 1777. године и садржала је реченицу „Стил ове Конфедерације биће ’Сједињене Америчке Државе’”. Томас Џеферсон је у јуну 1776. године написао фразу „Сједињене америчке државе” свим великим словима у наслову његовог „првобитном грубом нацрту” Декларације независности. Овај нацрт документа се није појавио у јавности све до 21. јуна 1776. године и није јасно да ли је написан пре или након што је Дикинсон употребио тај термин у свом нацрту Уговора о конфедерацији 17. јуна.
Краћи облик „Сједињене Државе” је такође стандардан. Остали уобичајени облици су „САД”, „СД” и „Америка”. „Колумбија”, назив који је кориштен у поезији и прози с краја 18. века, потиче од Кристифора Колумба, а јавља се у називу Округа Колумбија.
На енглеском језику, фраза „Сједињене Државе” првобитно је била у множини, описујући скуп независних држава — нпр. „Сједињене Државе су”. Облик у једнини — „Сједињене Државе је” — постао популаран након завршетака Америчког грађанског рата. Облик у једнини је сада стандардан, док се облик у множини задржао у идиому „ове Сједињене Државе”.
Држављанин САД је „Американац”.

## Географија
Сједињене Америчке Државе су трећа држава по величини, иза Русије и Канаде. Аљаска, коју од САД раздваја Канада, највећа је држава САД са површином од 1.717.856,2 2. Хаваји, који се простиру на архипелагу у средњем Тихом океану, захватају површину од 28.311 2. Насељене територије Порторико, Америчка Самоа, Гвам, Северна Маријанска Острва и Америчка Девичанска Острва заједно заузимају површину од 23.789 2.
Апалачке и Адирондак планине раздвајају источну обалу од Великих језера на подручју Средњег запада. Речни систем Мисисипија, четврти речни систем по дужини на свету, тече претежно у правцу север—југ кроз средиште земље. На западу се протеже равна и плодна прерија Велике равнице, која је на југоистоку прекинута планинама.
Стеновите планине, западно од Великих равница, простиру се од севера ка југу широм земље, достижући врхунац на преко 4.300  у Колораду. На западу се налазе стеновити Велики басен и неколико пустиња. У северозападном углу Аризоне, уз реку Колорадо, налази се Велики кањон, који је популарна туристичка дестинација позната по својој огромној величини и замршеном, шареноликом пејзажу.
Сијера Невада и Каскадске планине се налазе близу обале Тихог океана. Најнижа и највиша тачка САД налазе се у Калифорнији, на удаљености од око 135  једна од друге. На надморској висини од 6.190,5 , Денали на Аљасци је највиши врх у САД и на читавом континенту. Активни вулкани су уобичајени широм острва Аљаске, а Хаваји се састоје од вулканских острва. Супервулкан иза Националног парка Јелоустоун у Стеновитим планинама, Јелоустонска калдера, највећа је вулканска креација на континенту. Године 2021. САД су имале 8% глобалних трајних ливада и пашњака, као и 10% обрадиве земље.

### Клима
Са својом великом површином и географском разноликошћу, САД имају већину климатских типова. Источно од 100. меридијана, клима се креће од влажне континенталне на северу до влажне суптропске на југу. Западне Велике равнице имају степску климу. Многа планинска подручја запада имају планинску климу. Клима је пустињска на југозападу, средоземна у приобалној Калифорнији и океанска у приобалном Орегону, Вашингтону и јужној Аљасци. Већина Аљаске има субполарну или поларну климу. Хаваји, јужни врх Флориде имају тропску климу.
Државе које се граниче са Мексичким заливом су склоне ураганима, а већина светских торнада се јавља управо у САД, углавном у Алеји торнада. У САД се јавља више екстремних временских инцидената са великим утицајем него у било којој другој држави. Екстремно време постало је чешће у САД у 21. веку, са три пута већим бројем пријављених топлотних таласа него 1960-их. На југозападу су суше постале све веће. Региони који се сматрају најатрактивнијим за становништво су најугроженији.

### Биодиверзитет
САД су једна од 17 мегаразноврсних држава које садрже велики број ендемских врста: око 17.000 врста васкуларних биљака јавља се у копненом делу САД, а преко 1.800 врста скривеносеменица налази се на Хавајима, од којих се неколико налази на копненом делу САД. Сједињене Америчке Државе су дом за 428 врста сисара, 784 птице, 311 гмизаваца, 295 водоземаца и око 91.000 врста инсеката.
Постоје 63 национална парка и стотине других паркова, шума и дивљих подручја којима управљају на федералном нивоу. Око 28% земљишта у држави је у јавном власништву и под федералном управом, првенствено на западу. Већина овог земљишта је заштићена, мада је део закупљен за комерцијалну употребу, а мање од једног процента се користи у војне сврхе.
Еколошка питања у САД чине необновљиви ресурси и нуклеарна енергија, загађење ваздуха и воде, биолошка разноврсност, дефорестација, као и климатке промене. Агенција за заштиту животне средине је савезна агенција задужена за решавање већине питања везаних за животну средину.

## Историја

### Амерички староседеоци и досељавање Европљана
Територија данашњих САД је хиљадама година била насељена бројним староседелачким народима, који су доселили из Азије пре између 40.000 и 12.000 година. Неке културе, као што је претколумбовска Мисисипи култура, су развиле напредну пољопривреду, грађевинарство и друштва на нивоу државе. Након што су европски истраживачи и трговци направили прве контакте са америчким староседеоцима, више милиона староседелаца је умрло од епидемије увозних болести, као што су мале богиње.
 Доласком и насељавањем Европљана од 16. века започело се расељавање Индијанаца. Први шпански истраживачи искрцали су се на Флориду 1513. године. Прво стално насеља Европљана подигли су Шпанци у Сент Огастину на Флориди 1565. године. Шпанија је оснивала насеобине и у Калифорнији и Њу Мексику, док су француске насеобине настале дуж реке Мисисипи.
Енглеске насеобине дуж атлантске обале су далеко најважнија у обликовању историје Сједињених Држава. Колонија Вирџинија је настала 1607. оснивањем насеобина Попам и Џејмстаун и пуританске колоније Плимут 1620. Око 100.000 пуританаца је дошло у Нову Енглеску, посебно у Колонију Масачусетског залива. Британци су настанили Мериленд 1634. и Пенсилванију 1681. године. Територија обе Каролине је била препуштена британском племству. Холандски колонисти су се насељавали на територији модерне државе Њујорк почевши од 1614. Њихову колонију Нову Низоземску (Њујорк, Њу Џерзи и Делавер) је преотела Енглеска 1664, али је јак холандски утицај опстао генерацијама северно од Њујорка дуж реке Хадсон. Многи нови досељеници, посебно на Југу, су били дужничке слуге — око две трећине свих досељеника у Вирџинију између 1630. и 1680. На прелазу у 18. век, афрички робови су постали примарни извор радне снаге у многим областима.
Поделом Каролине 1729. и и колонизацијом Џорџије 1732. основано је 13 британских колонија које ће касније постати Сједињене Америчке Државе. Све колоније су имале локалне самоуправе са изборима отвореним за већину слободних људи, док су растућа приврженост старинским правима Енглеза и осећај самоуправе стимулисали подршку републиканизму. Све колоније су легализовале трговину афричким робљем. Због високог наталитета, ниске стопе смртности и стабилног досељавања, популација колонија је брзо расла. Покрет хришћанске обнове током 1730-их и 1740-их, познат под називом Велико буђење подстакло је интересовање за религију и верске слободе.
Сукобљавање француских и британских интереса довело је до низа ратова који су врхунац имали у Француском и индијском рату (1756—1763) који је окончан победом Велике Британије. Британске снаге су преотеле Нову Француску од Француске, али франкофоно становништво Нове Француске је остало политички изоловано од јужних колонија. Британска победа над Французима 1763. осигурала је Британији политичку управу над 13 колонија. Неугрожене од Француза и Индијанаца, колоније су постајале све мање зависне од матичне земље. Не рачунајући америчке староседеоце, који су били расељени, тих 13 колонија имало популацију од 2,6 милиона становника 1770, што је око једна трећина становништва Велике Британије. Скоро једна петина оних који су живели у ономе што ће постати Сједињене Државе су били црни робови.
Енглеско ширење на запад је подразумевало присаједињавање територија индијанских племена на које су наилазили, као и индијански отпор. Индијански отпор је имао је различите видове широм континента: савезништва са Европљанима, савези више племена или појединачно: вођењем рата, исељавањем, склапањем уговора или вођењем спорова пред судом. С друге стране, енглески северноамерички колонисти су били субјект опорезивања, али нису имали своје представнике у Парламенту Велике Британије.

### Независност и ширење
Политички немири изазвани британском колонијалном политиком достигли су свој врхунац у Америчкој револуцији у периоду од 1775. до 1783. године када се 13 колонија изборило за своју независност. Америчка револуција је била први успешни рат за независност против једне европске силе. Американци су развили демократски систем локалне самоуправе и идеологију републиканизма који сматрају владу одговорну вољи народа (а не краља), која се снажно противила корупцији и захтевала грађанске вредности. Они су тражили своја права као Енглези и одбили су британске напоре да се наметну порези без одобрења колонијалних законодавстава. Британци су остали на свом ставу и сукоб је букнуо у прави рат 1775. Континентални конгрес, сазван у Филаделфији, је 14. јуна 1775. основао Континенталну армију под командом Џорџа Вашингтона. Прогласивши да су „сви људи створени једнаки” и обдарени „одређеним неотуђивим правима”, Конгрес је 4. јула 1776. усвојио Декларацију о независности, коју је углавном написао Томас Џеферсон. Тај датум се данас слави као Дан независности САД. Чланови о конфедерацији су 1777. успоставили слабу владу која је управљала Северноамеричким савезом до 1789.
После британског пораза код Јорктауна од америчких снага којима је помагала Француска, Сједињене Државе су биле независне. По Париском миру 1783. Велика Британија је признала амерички суверенитет над највећим делом територије источно од реке Мисисипи. САД у садашњем облику настале су 1787. Захтеви за много јачом савезном владом са правом да опорезује је довело до уставне конвенције. Након интензивне дебате Устав САД је до 1788. усвојило свих 13 држава. Први сазив Сената, први сазив Представничког дома и први председник Џорџ Вашингтон су ступили на дужност 1789. Повеља о правима, која забрањује ограничење личних слобода од стране савезне владе и јемчи низ правних заштита, усвојена је 1791.
Ставови према ропству су се мењали, а све државе су забраниле међународну трговину робљем (мада је Северна Каролина поново дозволила), а савезна влада је 1807. забранила увоз или извоз робова. Све државе Севера укинуле су ропство између 1780. и 1804, чиме су робовласничке државе на Југу остали браниоци „чудне институције”. Због памука који је после 1820. власницима плантажа доносио велике профите, јужњачки белци су били све одлучнији да је ропство позитивно за све, па чак и за робове. Друго велики буђење, које је почело око 1800, преобратило је милионе грађана САД на евангелистички протестантизам. На северу је ово довело до више друштвених реформаторских покрета, укључујући и аболиционизам.
Током прве половине 19. века, експанзија ка Западу се наставља и многе државе ће се оснивати у складу са растом становништва. Америчка тежња да се прошире на запад је довела до Индијских ратова. Куповина Луизијане од Француске 1803. за време председника Томаса Џеферсона је готово удвостручила величину државе. Рат из 1812. је објављен Уједињеном Краљевству због разних нерешених питања и поморског супарништва и завршен без победника, је ојачао свест о припадању америчкој нацији. Низ америчких војних упада на Флориду је приморао Шпанију да 1819. на основу Споразума Адамс-Онис ову територије, као и територије око Мексичког залива уступи САД. Председник Џејмс Монро реафирмисао је вољу за неутралношћу Сједињених Држава као и њихово противљење сваком европском уплитању на америчком континенту (Монроова доктрина).
Председник Ендру Џексон је преузео дужност 1829. и започео скуп реформи које су довеле до ере џексоновске демократије, за коју се сматра да је трајала од 1830. до 1850. То укључује многе реформе, као што су право гласа за све беле мушкарце, и разне корекције надлежности савезне владе. То је такође довело до појаве другог страначког система, скупа доминантних партија које су постојале од 1828. до 1854.
Стаза суза из 1830-их представља пример политике уклањања Индијанаца којим су Индијанци пресељени у своје резервате уз годишње државне субвенције. Сједињене Државе су анектирале Република Тексас 1845, усред периода када је концепт Манифеста судбине стекао популарност. Споразум о Орегону из 1846. са Уједињеним Краљевством донео је садашњи Амерички Северозапад под контролу САД. Америчка победа у Мексичко-америчком рату 1848. довело је до уступања Америци Калифорније и великог дела данашњег Америчког Југозапада.
Калифорнијска златна грозница 1848/49. је додатно подстакла исељавање на запад. Нове пруге су олакшале досељавање насељеника и ојачале су сукобе са Индијанцима. За пола века, око 40 милиона америчких бизона је било убијено због коже и меса, као и да се олакша ширење железнице. Нестанак бизона, главног извора хране преријским Индијанцима је био ударац по опстанак многих домородачких култура.

### Ропство, грађански рат и индустријализација
Разлике између индустријског Севера и пољопривредног Југа су све више јачале. Тензије између робовласничких и слободних држава су се појачале са расправама о односима између државних и савезних власти, као и насилним сукобима због ширења ропства у нове савезне државе. Абрахам Линколн, кандидат увелико анти-робовласничке Републиканске странке је изабран за председника 1860. Пре него што је преузео дужност, седам робовласничких држава је прогласило сецесију, коју је савезна влада сматрала нелегалном, и основало Конфедеративне Америчке Државе.
Нападом Конфедерације на Форт Самтер, почео је грађански рат и још четири робовласничке државе су се придружиле Конфедерацији. Линколновим Прогласом о еманципацији проглашено је слобода робова у Конфедерацији. После победе Уније 1865, три амандмана на Устав САД су обезбедила слободу за скоро четири милиона црнаца који су били робови, дато право грађанства и право гласа. Рат и његова одлучност су довели до значајног повећања моћи савезне владе. Овај рат је и даље најсмртоноснији сукоб у америчкој историји, пошто је довео до смрти 620.000 војника. После рата, убиство Абрахама Линколна је радикализовало републиканску политику Реконструкције у циљу реинтеграције и обнове јужних држава, док се истовремено обезбеђује права тек ослобођеним робовима. Тако су 1871. године све јужне државе поново биле интегрисане у Унију после ратификације ових амандмана. Решавањем спорних председничких избора Нагодбом из 1877 окончана је Реконструкција; закони Џима Кроуа су обесправили многе Афроамериканце и легализовали расну сегрегацију.
На северу, урбанизација и прилив имиграната без преседана из јужне и источне Европе убрзало је индустријализацију земље. Талас имиграције, који је трајао до 1924, је обезбедио радну снагу и преобразио америчку културу. Развој инфраструктуре у целој земљи подстакао је привредни раст. Крај грађанског рата је подстакао веће насељавање и развој америчког Старог Запада. Ово је било могуће због различитих друштвених и технолошких достигнућа, укључујући и завршетак Првог трансконтинентални телеграфа 1861. и Прве трансконтиненталне железнице 1869.
Куповином Аљаске 1867. од Русије за 7,2 милиона долара окончано је ширење САД по континенталном делу Северне Америке. Масакр у Воундед Нију 1890. је био последњи велики оружани сукоб у Индијским ратовима. Монархија у Краљевству Хаваји је збачена 1893. у пучу који су предводили амерички држављани. САД су анектирале Хавајски архипелаг 1898. Предсједник Теодор Рузвелт интервенисао у целом низу држава Латинске Америке. Победа у шпанско-америчком рату исте године је показала да су Сједињене Државе светска сила и довела је до анексије Порторика, Гвама и Филипина и јачања америчког утицаја на Куби. Филипини су добили независност после пола века, док су Порторико и Гвам остали територија САД. Године 1903. САД су стекле зону Панамског канала. Отварањем Панамског канала 1914. САД су постале светска економска сила са становништвом које је, великим усељавањем, нарасло на 92 милиона.
Појава бројних угледних индустријалаца крајем 19. века је довео до Златног доба, периода раста богатства и моћи пословних људи. То је помогло почетак Прогресивне ере, периода великих реформи у многим друштвеним областима, укључујући регулаторну заштиту за јавност, велике мере против трустова и пажње на услове живота радничке класе. Председник Теодор Рузвелт је био један од водећих заговорника прогресивних реформи. was a period in the United States during the early 20th century characterized by various social and political reform efforts.

### Први светски рат, Велика депресија и Други светски рат
На почетку Првог светског рата 1914, Сједињене Државе су и даље биле неутралне. Већина Американаца се саосећала са Британцима и Французима, мада су се многи противили интервенцији. САД су се 1917. придружили савезницима, а америчке експедиционе снаге помогле су да се стање преокрене против Централних сила. САД из рата излазе као најмоћнија земља света. Председник Вудро Вилсон је имао водећу дипломатску улогу на Париској мировној конференцији 1919. којом је обликован послератни свет. Вилсон се чврсто залагао да се САД придруже Друштву народа. Међутим, Сенат је одбио да одобри овај потез, а није усвојио ни Версајски мир, којим је успостављено Друштво народа.
Држава је водила политику унилатерализма, на ивици изолационизма.
Покрет за женско право гласа је 1920. издејствовао усвајање уставног амандмана о давању женама право гласа. Просперитет Бурних двадесетих завршио се Крахом Волстрита 1929. године који је изазвао Велику депресију.
Након свог избора за председника 1932. Френклин Д. Рузвелт је на Велику депресију одговорио Њу дилом, низом политика повећања државне интервенције у привреду, укључујући и успостављање система социјалне заштите. Прљаве тридесете средином 1930-их осиромашиле су многе пољопривредне заједнице и изазвале нови талас миграције на запад.
САД, иако званично неутралне током ране фазе Другог светског рата након инвазије нацистичке Немачке на Пољску у септембру 1939, су почеле да снабдевају савезнике ратним материјалом у марту 1941. кроз Програм о зајму и најму. Јапанско царство је 7. децембра 1941. покренуло изненадни напад на Перл Харбор, што је допринело да се САД придруже савезницима у борби против сила Осовине, као и интернирање хиљаде Американаца јапанског порекла. Учешће у рату је подстакло капиталне инвестиције и раст индустријских капацитета. Од главних зараћених страна, Сједињене Државе су једина држава која је из рата изашла богатија — заправо, далеко богатија — уместо сиромашнија.
Савезничке конференције у Бретон Вудсу и у Јалти су скицирале нови систем међународних организација који је поставио САД и Совјетски Савез у центар светских питања. Пошто је рат у Европи завршен, у Сан Франциску је 1945, одржана међународна конференција на којој је донета Повеља Уједињених нација, које су постале активне након завршетка рата. Пошто су САД развиле прве атомске бомбе, председник Хари Труман је одлучио да их искористи у августу 1945. на јапанским градовима Хирошими и Нагасакију у августу. Капитулација Јапана догодила се 2. септембра 1945. чиме је окончан рат.

### Хладни рат
После Другог светског рата, Сједињене Државе и Совјетски Савез су током Хладног рата борили за превласт у свету и доминирали војним питањима у Европи кроз НАТО и Варшавског пакта. Иако су биле ангажоване у посредничким ратовима, и развиле моћне нуклеарне арсенале, две земље су избегавале директни војни сукоб. САД су се често противиле левичарским покретима у Трећем свету који се сматрали финансираним од Совјетског Савеза. Амерички војници су се борили против комунистичких кинеских и севернокорејских снага у Корејском рату 1950—53. Комитет за неамеричке активности Представничког дома спроводио је низ истрага наводних левичарских субверзија, док је сенатор Џозеф Макарти постао предводник антикомунистичких осећања.
Совјетско лансирање прве свемирске летелице са људском посадом 1961. подстакло је председника Џона Ф. Кенедија да позове САД да оне буду те које ће послати првог човека на Месец, што је и остварено 1969. Кенеди се такође суочио са напетом нуклеарном кризом са совјетским снагама на Куби. У међувремену, Сједињене Државе су доживљавале одрживи економски раст. Усред присуства различитих белих националистичких група, посебно Кју клукс клана, појавио се покрет за грађанска права кои је користи ненасиље да се суочи са сегрегацијом и дискриминацијом. Покрет су симболисали и водили црним Американци, као што су Роза Паркс и Мартин Лутер Кинг. Са друге стране, неки црне националистичке групе попут Црних пантера су имали милитантнији приступ.
После убиства Кенедија 1963. за време председника Линдона Џонсона донети су Закон о грађанским правима 1964. и Закон о праву гласа 1965. Он је такође потписао програме о здравственој заштити и здравственој помоћи. Џонсон и његов наследник Ричард Никсон проширили су посреднички рат у Југоисточној Азији у неуспешни Вијетнамски рат. Појавио се раширени контракултурног покрет, подстакнут противљењем рата, црним национализмом, као и сексуалном револуцијом. Бети Фридан и Глорија Стејнем су предводиле нови талас феминизма који је тражио политичку, друштвену и економску једнакост за жене.
Као последица скандала Вотергејт из 1974, Никсон је постао први амерички председник који је поднео оставку, како би избегао да буду смењен под оптужбом које су укључивале ометање правде и злоупотребу положаја. Администрација Џимија Картера са краја 1970-их је била у знаку стагфлације и иранске кризе са таоцима. Избор Роналда Регана за председника 1980. најавио је заокрет удесно у америчкој политици, која се огледала у великим променама у пореским и потрошачким приоритетима. Повећани су издаци за одбрану, а пројекти попут Стратешке одбрамбене иницијативе су за циљ имали поновно покренути трку у наоружању и економски исцрпити Совјетски Савез. Поред тога су се подржавали авганистански муџахедини у рату против Совјета, антикомунистички настројени никарагвански контраши као и антикомунистички настројени покрети у источној Европи попут пољске Солидарности. САД су током овог периода тајно подржавале Ирак Садама Хусеина у Ирачко-иранском рату да би зауставили исламистички Иран, али су такође сарађивале и са самим Ираном коме су продавале оружје, а новац од продаје оружја пребацивали никарагванској десничарској Контри. Побољшање економске ситуације, али и поновни успон националног поноса након успешне инвазије Гренаде 1983. године омогућила је Регану да победи на председничким изборима 1984. Његов други мандат обележио је скандал Иран-Контра и значајан дипломатски напредак у односима са Совјетским Савезом. Након распада Совјетског Савеза завршен је Хладни рат.

### Савремени период
Након распада Совјетског Савеза, САД постаје једина светска суперсила. За време председника Џорџа Х. В. Буша, Сједињене Државе су имале водећу улогу у Заливском рату, одобреном од Уједињених нација, са циљем да се протерају ирачке снаге које су окупирале Кувајт. На спољном плану мандат Била Клинтона је обележило заоштравање сукоба са Ал Каидом Осаме бин Ладена и ангажовање у ратовима у бившој Југославији. Пред крај 1995. САД су посредовале у закључењу Дејтонског споразума.
Клинтонова администрација је током рата на Косову и Метохији подржавала Ослободилачку војску Косова, коју је Ција претходно класификовала као терористичку организацију. Године 1999. САД су предводиле илегално НАТО бомбардовање Југославије, које је и даље контроверзна тема због кршења међународног права. НАТО бомбардовање Југославије представља једину војну интервенцију САД која је спроведена без одобрења већине грађана САД упркос јакој пропаганди, док аналитичари сматрају да је оно спроведено искључиво због пада поверења Клинтоновој администрацији и покушаја његовог импичмента, као и претходног секс-скандала са Моником Левински. Председнички избори у САД 2000, једни од најтешњих у америчкој историји, решени су одлуком Врховног суда САД у корист Џорџа Буша млађег, који је постао 43. амерички председник.
Припадници Ал Каиде су 11. септембра 2001. напали Светски трговински центар у Њујорку и Пентагон у близини Вашингтона, усмртивши готово три хиљаде људи. Као одговор на то, Бушова администрација покренула глобални рат против терора, инвазије Авганистана и уклањање талибанске владу и кампова за обуку Ал Каиде. Бушова администрација је 2002. почела да врши притисак за промену режима у Ираку на основу недоказаних тврдњи да Ирак поседује оружје за масовно уништење. Снаге предвођене САД су извршиле инвазију на Ирак 2003. и оборили са власти Садама Хусеина.
У 2008, у јеку глобалне економске рецесије, Барак Обама је као први Афроамериканац изабран за председника. Велике реформе здравствене заштите и финансијског система су усвојене две године касније. У нападу америчких специјалаца у Пакистану убијен је Осама бин Ладен. Рат у Ираку је званично окончан повлачењем преосталих америчких трупа из земље у децембру 2011. године.

## Политика
Сматра се да је на америчку Декларацију о независности утицао Џон Лок, енглески филозоф који је у 18. веку, непосредно пре Америчке револуције, написао у својој Првој расправи о влади да су сваком савесном човеку одређени „живот, слобода и имање”. Томас Џеферсон је променио задњи део (имање) речима „потрага за срећом”. Декларација о независности је први амерички државни документ, а вероватно и прва кодификација слободарских идеја 18. века у пракси. Исте године започео је процес стварања Северноамеричког савеза као прве јединствене творевине на тлу Северне Америке.
Влада и политика је заснована на Уставу Сједињених Америчких Држава, написаном 1787. године. Устав је до данас допуњен са неколико амандмана. Првих 10 су прихваћени недуго након настанка самог Устава. Групно се називају „Повеља о правима” (енгл. Bill of Rights), а односе се на основна права држављана Сједињених Америчких Држава, као што су право на слободу говора и вероисповести.
Влада Сједињених Америчких Држава је једна од најстаријих на свету. Као федерална демократија састоји се од извршне, законодавне и судске власти. Извршну власт чине председник и његов кабинет, уз додатак разних државних служби.
Законодавни орган власти је Конгрес Сједињених Америчких Држава, који се састоји од Представничког дома и Сената. Заступници и сенатори су подељени по савезним државама. У Представничком дому свака савезна држава има број представника сразмеран њеном броју становника, док у Сенату сваку државу заступају два сенатора. Број представника у Представничком дому је 435. Сенат тренутно броји 100 сенатора.
Судска власт се састоји од свих судова у САД. Врховни суд Сједињених Америчких Држава броји девет судија, којима мандат траје доживотно. Након смрти или повлачења судије, председник САД номинује новог судију, а номинација се шаље у Сенат на гласање.
Свака савезна држава у САД има своју владу, чије су границе моћи раздвојене од овлашћења федералне владе. Колико тачно власти свака држава може имати је тема многих расправа у америчкој политици. Главне политичке странке су Демократска странка и Републиканска странка.

### Спољни односи
САД имају успостављену структуру спољних односа и други највећи дипломатски кор на свету, иза Кине. Држава је стална чланица Савета безбедности Уједињених нација, као и дом седишта Уједињених нација. Такође је чланица међувладиних организација Г7, Г20, као и Организације за економску сарадњу и развој. Скоро све државе имају амбасаде, а многе и конзулате (званичне представнике) у САД. Такође, скоро све државе имају дипломатске мисије у САД, осим Ирана, Северне Кореје, као и Бутана. Иако Република Кина нема формалне дипломатске односе са САД, оне одржавају блиске незваничне односе. САД снабдевају Републику Кину војном опремом како би одвратиле потенцијалну офанзиву Кине.
САД имају „специјалне односе” са Уједињеним Краљевством, као и јаке везе са Канадом, Аустралијом, Новим Зеландом, Филипинима, Јапаном, Јужном Корејом, Израелом, као и неколико држава чланица Европске уније (Француска, Италија, Немачка, Шпанија и Пољска). САД блиско сарађују са својим савезницима из НАТО на питањима војне и националне безбедности, као и државама у Америци кроз Организацију америчких држава. У Јужној Америци се традиционално сматра да је Колумбија најближи савезник САД. Оне имају пуну међународну одбрамбену надлежност и одговорност за Микронезију, Маршалска Острва и Палау. САД више остварују стратешку сарадњу са Индијом, али су се зато њене везе са Кином стално погоршавале. Од 2014. САД су постале кључни савезник Украјине после Евромајдана, којој су обезбедиле војну опрему и политичку залеђину у Руско-украјинском рату.

## Административна подела
Сједињене Америчке Државе се састоје од 50 савезних држава. Свака савезна држава има своју владу која углавном ради по истом принципу као федерална влада у Вашингтону. Свака држава има главни град и државне симболе, као и устав и законе. Нису дозвољени закони који се косе са постојећим федералним законима. Тачан ниво аутономије који би савезне државе требало да имају од федералне владе је кроз историју тема бројних расправа у америчкој политици, нарочито током 19. века.
Осим савезних држава, САД садрже и један федерални округ (Округ Колумбија), где је смештен Вашингтон. Неколико острвских територија је такође у саставу САД, а то су: Америчка Самоа, Бејкер, Гвам, Хауланд, Џарвис, Џонстон, Кингмен, Мидвеј, Наваса, Северна Маријанска Острва, Палмира, Порторико, Девичанска острва и Вејк.
| - Ајдахо - Ајова - Алабама - Аљаска - Аризона - Арканзас - Вајоминг - Вашингтон - Вермонт - Вирџинија | - Висконсин - Делавер - Роуд Ајланд - Западна Вирџинија - Илиноис - Индијана - Јужна Дакота - Јужна Каролина - Јута - Калифорнија | - Канзас - Кентаки - Колорадо - Конектикат - Луизијана - Масачусетс - Мејн - Мериленд - Мичиген - Минесота | - Мисисипи - Мисури - Монтана - Небраска - Невада - Њу Мексико - Њу Хемпшир - Њу Џерзи - Њујорк - Оклахома | - Орегон - Охајо - Пенсилванија - Северна Дакота - Северна Каролина - Тексас - Тенеси - Флорида - Хаваји - Џорџија |

## Демографија

### Становништво
Према попису из 2020. био је 331.449.281 становник, што чини САД трећом државом по броју становника на свету, после Индије и Кине. Према званичним подацима за 2024. годину процењује се да у САД живи 340.110.988 људи, што је повећање од 2,6% у односу на попис из 2020. Процењује се да се број становника САД повећа за једну особу на сваких 16 секунди, односно за око 5.400 људи дневно. Године 2023. 51% Американаца старијих од 15 година било је у браку, 6% чинили су удовци, док је 10% било разведених, а 34% никада није ступило у брак. Године 2023. стопа плодности за САД је износила 1,6 деце по жени, док су 2019. имале највећи број самохраних родитеља на свету са 23% деце које живе само са једним родитељем.
САД имају разнолико становништво, односно велики број разноврсних народа. Бели Американци пореклом из Европе, Блиског истока и северне Африке чине највећу расну и етничку групу са 57,8% укупног становништва. Хиспаноамериканци и Латиноамериканци чине другу највећу групу, односно 18,7% становништва. Афроамериканци су трећа група по бројности који чине 12,1% укупне популације САД. Азијски Американци су четврта највећа група, чинећи 5,9% становништва. Отприлике 3,7 милиона Индијанаца чини око 1% становништва, а савезна влада признаје око 574 староседелачких племена. Године 2022. средња старост становништва САД била је 38,9 година.

### Језик
Иако се у САД говоре многи језици, енглески језик је најраспрострањенији. Службени језик на савезном нивоу не постоји, међутим неки закони, као што су захтеви за држављанство, захтевају знање енглеског језика, а већина држава га је прогласила службеним језиком. Три државе и четири територије САД признале су локалне или аутохтоне језике поред енглеског: Хаваји (хавајски), Аљаска (двадесет језика староседелаца), Јужна Дакота (сијукси), Америчка Самоа (самоански), Порторико (шпански), Гвам (чаморо) и Северна Маријанска Острва (каролински и чаморо). У САД се говори укупно 169 индијанских језика. У Порторику је шпански језик распрострањенији од енглеског.
Према званичном истраживању из 2020. године, око 245,4 милиона људи у САД од пет и више година говорило је само енглески језик код куће. Око 41,2 милиона говорило је шпански језик, што га чини другим најчешће коришћеним језиком. Остали језици које код куће говори милион људи или више чине кинески (3,40 милиона), тагалог (1,71 милиона), вијетнамски (1,52 милиона), арапски (1,39 милиона), француски (1,18 милиона), корејски (1,07 милиона) и руски језик (1,04 милиона). Немачки језик, који је 2010. године говорило милион људи код куће, пао је на 857.000 укупног броја говорника током 2020.

### Имиграција
Имиграција има велики удео у броју становника САД са највећим бројем имиграната на свету. Године 2022. било је 87,7 милиона имиграната и деце имиграната рођених у САД, што је чинило скоро 27% укупног становништва САД. Године 2019. водеће државе порекла имиграната биле су Мексико (24% имиграната), Индија (6%), Кина (5%), Филипини (4,5%) и Салвадор (3%).

### Религија
Религије према броју верника у САД (процена из 2023):
Први амандман Устава САД гарантује слободну вероисповести и забрањује Конгресу да доноси законе који би увели службену религију или забранили слободу вероисповести. САД су држава са највећим бројем хришћана на свету. Друге религије са значајним бројем верника чине јудаизам, будизам, хиндуизам и ислам.
Огромна већина Американаца верује у вишу или духовну силу, практикује молитве и себе сматрају религиозним или духовним. У „Библијском појасу”, који се налази на југу САД, евангелистички протестантизам игра значајну улогу у култури, док су Нова Енглеска и запад САД знатно секуларнији. Мормонизам — рестауратористички покрет, чији су чланови током 1847. мигрирали на запад из Мисурија и Илиноиса под вођством Бригама Јанга након убиства Џозефа Смита — доминантна је религија у Јути и дан данас.

### Урбанизација
Око 82% Американаца живи у урбаним срединама, укључујући предграђа. Отприлике половина њих живи у градовима са преко 50.000 становника. Године 2022. биле су 333 општине које су имале преко 100.000 становника, док је девет градова имало више од милион становника, а четири града — Њујорк, Лос Анђелес, Чикаго и Хјустон — имала су преко два милиона становника. Многа метрополитанска подручја имају изузетно брзи раст становништва, посебно на југу и западу.
| Највећи градови у САД Извор: Попис становништва 2020. | Највећи градови у САД Извор: Попис становништва 2020. | Највећи градови у САД Извор: Попис становништва 2020. | Највећи градови у САД Извор: Попис становништва 2020. | Највећи градови у САД Извор: Попис становништва 2020. | Највећи градови у САД Извор: Попис становништва 2020. | Највећи градови у САД Извор: Попис становништва 2020. | Највећи градови у САД Извор: Попис становништва 2020. | Највећи градови у САД Извор: Попис становништва 2020. | Највећи градови у САД Извор: Попис становништва 2020. |
|                                                       | №                                                     | Град                                                  | Савезна држава                                        | Популација                                            | №                                                     | Град                                                  | Савезна држава                                        | Популација                                            |                                                       |
| ----------------------------------------------------- | ----------------------------------------------------- | ----------------------------------------------------- | ----------------------------------------------------- | ----------------------------------------------------- | ----------------------------------------------------- | ----------------------------------------------------- | ----------------------------------------------------- | ----------------------------------------------------- | ----------------------------------------------------- |
| Њујорк Лос Анђелес                                    | 1.                                                    | Њујорк                                                | Њујорк                                                | 8.804.190                                             | 11.                                                   | Остин                                                 | Тексас                                                | 974.447                                               | Чикаго Хјустон                                        |
| Њујорк Лос Анђелес                                    | 2.                                                    | Лос Анђелес                                           | Калифорнија                                           | 3.898.747                                             | 12.                                                   | Џексонвил                                             | Флорида                                               | 949.611                                               | Чикаго Хјустон                                        |
| Њујорк Лос Анђелес                                    | 3.                                                    | Чикаго                                                | Илиноис                                               | 2.746.388                                             | 13.                                                   | Форт Ворт                                             | Тексас                                                | 918.915                                               | Чикаго Хјустон                                        |
| Њујорк Лос Анђелес                                    | 4.                                                    | Хјустон                                               | Тексас                                                | 2.301.572                                             | 14.                                                   | Коламбус                                              | Охајо                                                 | 905.748                                               | Чикаго Хјустон                                        |
| Њујорк Лос Анђелес                                    | 5.                                                    | Финикс                                                | Аризона                                               | 1.608.139                                             | 15.                                                   | Индијанаполис                                         | Индијана                                              | 887.642                                               | Чикаго Хјустон                                        |
| Њујорк Лос Анђелес                                    | 6.                                                    | Филаделфија                                           | Пенсилванија                                          | 1.603.797                                             | 16.                                                   | Шарлот                                                | Северна Каролина                                      | 874.579                                               | Чикаго Хјустон                                        |
| Њујорк Лос Анђелес                                    | 7.                                                    | Сан Антонио                                           | Тексас                                                | 1.434.625                                             | 17.                                                   | Сан Франциско                                         | Калифорнија                                           | 873.965                                               | Чикаго Хјустон                                        |
| Њујорк Лос Анђелес                                    | 8.                                                    | Сан Дијего                                            | Калифорнија                                           | 1.386.932                                             | 18.                                                   | Сијетл                                                | Вашингтон                                             | 737.015                                               | Чикаго Хјустон                                        |
| Њујорк Лос Анђелес                                    | 9.                                                    | Далас                                                 | Тексас                                                | 1.304.379                                             | 19.                                                   | Денвер                                                | Колорадо                                              | 715.522                                               | Чикаго Хјустон                                        |
| Њујорк Лос Анђелес                                    | 10.                                                   | Сан Хозе                                              | Калифорнија                                           | 1.013.240                                             | 20.                                                   | Оклахома Сити                                         | Оклахома                                              | 681.054                                               | Чикаго Хјустон                                        |

### Здравство
Према Центрима за контролу и превенцију болести, просечан животни век био је 78,4 године у САД (75,8 година за мушкарце и 81,1 година за жене). Почевши од 1998. године, очекивани животни век у САД је заостајао у поређењу са другим богатим индустријализованим државама, а јаз у „здравственом недостатку” Американаца се од тада повећава. САД имају једну од највиших стопа самоубистава међу држава са високим дохотком. Отприлике једна трећина одраслих становника САД је гојазна, а друга трећина има проблем са прекомерном тежином. САД су једина развијена земља без система универзалне здравствене заштите, а значајан део становништва који нема здравствено осигурање. Побачај је незаконит или ограничен у 17 савезних држава.

### Образовање
Основно и средње образовање је децентрализовано у САД. Школским системима управљају државне, територијалне, а понекад и општинске владе, а регулише их Министарство образовања САД. Деца су обавезна да похађају школу или се образују код куће од пет или шест година до 18 година.  САД троше више новца на образовање по ученику него било која држава на свету, односно у просеку 18.614 долара годишње по ученику државне основне или средње школе. Стопа писмености у САД је скоро универзална. САД имају највише добитника Нобелове награде у поређењу са другим државама.
Више и високо образовање у САД је стекло глобалну репутацију. Многи од најбољих светских универзитета, како их наводе различите организације за рангирање, налазе се у САД, укључујући 19 од 25 најбољих. Америчким високим образовањем доминирају државни универзитети, док су приватни универзитети далеко селективнији и уписује их око 20% укупног броја студената у САД, нарочито чланове Ајви лиге. Колеџи локалне заједнице углавном нуде курсеве и дипломске програме који покривају прве две године студија. Често имају отворенију политику пријема, краће академске програме и нижу школарину.
САД троше више новца по студенту од осталих држава чланица Организације за економску сарадњу и развој, а Американци троше више од свих нација на студентску школарину. Колеџи и универзитети које директно финансира савезна влада не наплаћују школарину и ограничени су на војно особље и владине службенике. Упркос неким програмима опроста студентских зајмова који су на снази, дуг студентских зајмова је порастао за 102% између 2010. и 2020.

## Привреда
САД су номинално највећа светска економија од 1890. Амерички номинални бруто домаћи производ (БДП) највиши је на свету, чинећи преко 25% глобалне економије или 15% по паритету куповне моћи (ПКМ). Између 1983. и 2008. амерички годишњи раст БДП-а био је 3,3%, у поређењу са просеком од 2,3% за остатак Г7. Поседује највећи расположиви приход домаћинства по глави становника међу чланицама Организације за економску сарадњу и развој.
Од 500 највећих светских компанија по приходу, 136 има седиште у САД, што је највећи број у поређењу са другим државама. Амерички долар је валута која се највише користи у међународним трансакцијама и најважнија је светска резервна валута, подржана доминантном економијом САД, њеном војском, петродоларским системом, повезаним евродоларом и великим америчким тржиштем трезора. Неколико држава користи амерички долар као своју званичну валуту, док је у другима дефакто званична валута. САД имају споразуме о слободној трговини са неколико држава. САД су друга држава по производњи, иза Кине.
Њујорк је главни светски финансијски центар, као и епицентар највеће светске метрополитанске економије. Њујоршка берза и Насдак, који се налазе у Њујорку, две су највеће светске берзе по тржишној капитализацији и обиму трговине. САД су једна од технолошких сила, посебно у областима вештачке интелигенције, електронике и рачунарства. Економију САД подстичу обилни природни ресурси, добро развијена инфраструктура и висока радна етика. Највећи трговински партнери САД су Европска унија, Мексико, Канада, Кина, Јапан, Јужна Кореја, Уједињено Краљевство, Вијетнам, Индија и Република Кина. САД су највећи светски увозник и други по величини извозник. Убедљиво је највећи извозник услуга на свету.
САД су слаба држава благостања. Једина је развијена земља која својим радницима не гарантује плаћени годишњи одмор на националном нивоу, као и једна од неколико држава у свету без плаћеног породичног одсуства као законског права. САД имају већи проценат радника са ниским примањима од готово било које друге развијене земље, углавном због слабог система колективног преговарања.

## Култура
Американце традиционално карактерише борба за „American's Creed”, односно вера у слободу, једнакост пред законом, демократију, друштвену једнакост и право на имовину.  САД су познате као држава са високим степеном индивидуализма и слободарства, уз јаку радну етику, надметање, као и добровољни алтруизам према другима. Према студији из 2016. Американци су донирали 1,44% укупног БДП-а у добротворне сврхе — што је највећа стопа на свету са великом маржом. САД су дом широког спектра етничких група, традиција и вредности. Стекле су значајну културну и економску меку моћ.
Скоро сви данашњи Американци или њихови преци дошли су из Европе, Африке или Азије („Стари свет”) у последњих пет векова. Западњачка култура, која је најзаступљенија у САД, у великој мери је изведена из традиција европских имиграната са многим другим утицајима, као што обичаји робова доведених из Африке. Новија имиграција из Азије, а посебно из Латинске Америке, додала је културну мешавину. Амерички сан, или перцепција да Американци уживају у великој друштвеној покретљивости, игра кључну улогу у привлачењу имиграната. Иако се сматра бескласним друштвом, научници су приметили значајне разлике између друштвених класа у САД, које утичу на социјализацију, с тим да Американци имају тенденцију да веома цене социоекономска достигнућа.
Сматра се да САД имају најјачу заштиту слободе говора у односу на било коју другу државу. Анкета из 2016. показала је да су Американци народ који највише подржава слободу изражавања. САД су друштвено-прогресивна држава, са пермисивним ставовима око људске сексуалности. Права ЛГБТ+ особа у САД сматрају се највишим на свету.

### Књижевност
Колонијални амерички књижевници били су велики поштоваоци рада Џона Лока и разних других филозофа просветитељства. Амерички револуционарни период (1765—1783) познат је по политичким списима Бенџамина Френклина, Александера Хамилтона, Томаса Пејна и Томаса Џеферсона. Непосредно пре и после Револуционарног рата, новине су постале све значајнији део друштва, испуњавајући потражњу за антибританском националном литературом. Књижевници Вашингтон Ирвинг и Едгар Алан По сматрају се личностима које су повеле америчку књижевност у потпуно нови правац. Ралф Волдо Емерсон и Маргарет Фулер су били пионири утицајног покрета трансцендентализма, који је био инспирација за Хенрија Дејвида Тора. Расправа око аболиционизма утицала је на бројне књижевнике, међу којима су Харијет Бичер Стоу и Фредерик Даглас. Роман Скерлетно слово књижевника Натанијела Хоторна истраживало је мрачну страну америчке историје, као и Моби Дик Хермана Мелвила. Главни амерички песници америчке ренесансе 19. века су Волт Витман, Мелвил и Емили Дикинсон. Марк Твен је био први велики амерички књижевник рођен на западу САД. Хенри Џејмс је један од првих аутора који је постигао међународни успех.
Након велике сеобе у северне градове, афроамерички књижевници харлемске ренесансе развили су независну књижевну традицију која је проучавала историју неједнакости и славила културу црнаца. Током периода џеза, ови списи су имали кључни утицај на сопствену филозофију црнаца која се појавила 1930-их међу франкофонским књижевницима афричке дијаспоре. Током 1950-их идеал хомогености навео је многе ауторе да покушају да напишу Велики амерички роман, што је Бит Генерација одбацила.

### Мас-медији
Медији су углавном нецензурисани у САД. Четири најзначајнија емитера у САД су National Broadcasting Company (NBC), Columbia Broadcasting System (CBS), American Broadcasting Company (ABC) и Fox Broadcasting Company (FOX). Све четири телевизијске мреже су комерцијалне. Кабловска телевизија нуди стотине канала са разноликим садржајима. Од 2021. око 83% Американаца старијих од 12 година слуша радио, док је око 40% више наклоњено подкастима. Од 2020. у САД је било 15.460 лиценцираних радио-станица.
Америчке новине са глобалним дометом и репутацијом чине The Wall Street Journal, The New York Times, The Washington Post и USA Today. На шпанском језику се производи око 800 публикација. Уз неколико изузетака, новине су у приватном власништву, углавном великих ланаца као што су Gannett или McClatchy, који поседују десетине или чак стотине новина. Пет најпопуларнијих веб-сајтова које се користе у САД су Google, YouTube, Amazon, Yahoo и Facebook — сви у америчком власништву.
Од 2022. тржиште видео-игара у САД је највеће на свету по приходу. Само у Калифорнији постоји 444 издавача, програмера и хардверских компанија.

### Музика
Америчка фолк музика обухвата бројне музичке жанрове. Многе традиционалне песме изводе породице или музичке групе. Стилови афроамеричке музике такође су значајно утицали на америчку музику. Бенџо је у Америку донет трговином робљем. Електрична гитара, измишљена 1930-их, имала је огроман утицај на забавну музику, посебно због развоја рокенрола.
Џез је израстао из блуза и рагтајма почетком 20. века, утицајем композитора као што је Џели Рол Мортон. Луис Армстронг и Дјук Елингтон повећали су његову популарност почетком 20. века. Кантри музика се развила 1920-их, рокенрол 1930-их, а ритам и блуз 1940-их. Током 1960-их Боб Дилан се истакао након препорода фолк музике и постао један од најславнијих текстописаца у САД. Музички облици панка и хип-хопа су настали током 1970-их.
САД имају највеће музичко тржиште на свету. Већина највећих светских дискографских кућа налази се у САД за чију је регулацију задужено Америчко удружење дискографских кућа. Америчке поп звезде из средине 20. века, као што су Френк Синатра и Елвис Пресли, постале су светске познате личности и најпродаванији музички извођачи, као и музичари с краја 20. века, као што су Мајкл Џексон, Мадона, Витни Хјустон и Мараја Кери, као и почетка 21. века, међу којима су су Еминем, Бритни Спирс, Лејди Гага, Кејти Пери, Тејлор Свифт и Бијонсе.

### Кинематографија
Филмска индустрија САД има највећи утицај на свету. Холивуд, део другог најнасељенијег града Лос Анђелеса, такође је метоним за америчку филмску индустрију. Велики филмски студији САД су примарни извор комерцијално најуспешнијих и најгледанијих филмова на свету. Од почетка 20. века, америчка филмска индустрија је углавном била смештена у Холивуду и око њега, иако се у 21. веку све већи број филмова не снима тамо, а продуцентске куће биле подложне силама глобализације. Доделу Оскара одржава Академија филмских уметности и наука сваке године од 1929, док се награде Златни глобус додељују сваке године од јануара 1944.
Филмска индустрија је достигла врхунац током „Златног доба Холивуда”, од почетног периода филмова са звуком до раних 1960-их, са глумцима попут Џона Вејна и Мерилин Монро који су постали најпознатије личности. Током 1970-их, „Нови Холивуд” или „Холивудска ренесанса”, дефинисан је оштријим филмовима под утицајем француских и италијанских реалистичких слика послератног периода. Међутим, 21. век је обележен успоном америчких платформи за стриминг, које су постале ривали традиционалном биоскопу.

### Кухиња
Прве насељенике су Индијанци упознали са храном као што су ћуретина, батат, кукуруз, тиква голица и јаворов сируп. Први насељеници и касније имигранти комбиновали су их са храном која им је била позната, као што су пшенично брашно, говедина и млеко, како би створили препознатљиву америчку кухињу. Усеви Новог света, посебно бундева, кукуруз, кромпир и ћуретина, део су заједничког националног менија на Дан захвалности, када многи Американци припремају или купују традиционална јела да би прославили тај празник.
Карактеристична америчка јела као што су пита од јабука, пржена пилетина, крофне, помфрит, макарони са сиром, сладолед, хамбургер, хот-дог и пица потичу из рецепата разних имигрантских група. Мексичка јела попут бурита и такоа су постојала у САД у областима које су касније припојене Мексику, а храна кинеске кухиње, као и јела од тестенина која су прилагођена из италијанске кухиње, увелико се конзумирају. Амерички кувари су имали значајан утицај на друштво и на домаћем и на међународном нивоу. Године 1946. основан је Амерички кулинарски институт. Ово је временом постала најпрестижнија кулинарска школа у САД, где би се многи од најталентованијих америчких кувара школовали пре развоја успешних каријера.
Кулинарска индустрија у САД запошљава преко 15 милиона људи, што директно представља 10% радне снаге у држави. У САД се налази преко 220 ресторана са Мишелиновим звездицама, од којих је 70 само у Њујорку. Вино се производи у данашњим САД од 1500-их, а прва распрострањена производња почела је у данашњем Новом Мексику током 1628. године. Производња вина се обавља у свих педесет држава, при чему Калифорнија производи 84% укупног вина у САД. Са више од 4.500 2 под виновом лозом, САД су четврта земља по производњи вина на свету, после Италије, Шпаније и Француске.
Америчка индустрија брзе хране развила се упоредо са аутомобилском индустријом. Амерички ресторани брзе хране развили су систем драјв-ин. Амерички ланци ресторана брзе хране, као што су McDonald's, KFC, Dunkin' Donuts и многи други, развили су послове широм света.

### Спорт
Најпопуларнији спортови за гледаоце у САД су амерички фудбал, кошарка, бејзбол, фудбал и хокеј на леду. Док је већина главних америчких спортова, као што су бејзбол и амерички фудбал, еволуирала из европских спортова, кошарка, одбојка, скејтбординг и сноубординг су настали у САД, од којих су многи постали популарни широм света. Лакрос и сурфовање измислили су Индијанци и Хавајци. Тржиште професионалног спорта у САД је отприлике 50% веће од тржишта Европе, Блиског истока и Африке заједно.
Амерички фудбал је према неколико мерила најпопуларнији спорт за гледаоце у САД. Утакмице Националне фудбалске лиге (НФЛ) имају највећи број посетилаца у поређењу са било којом другом спортском лигом на свету, а Супербол гледа десетине милиона широм света. Међутим, бејзбол се сматра америчким „националним спортом” од касног 19. века. После НФЛ, најпосећеније утакмице организују НБА, МЛБ, МЛС и НХЛ. Најгледанији појединачни спортови у САД су голф и аутомобилизам, посебно Наскар.
У САД је одржано осам Олимпијских игара. Летње олимпијске игре 1904. у Сент Луису биле су прве Олимпијске игре одржане ван Европе. Олимпијске игре ће по девети пут бити одржане у САД када Лос Анђелес буде био домаћин Летњих олимпијских игара 2028. Амерички спортисти освојили су укупно 2.968 медаља (1.179 златних) на Олимпијским играма, више од било које друге земље.
У међународној професионалној конкуренцији, мушка фудбалска репрезентација САД се квалификовала за једанаест Светских првенстава, док је женска репрезентација  по четири пута освојила и Светско првенство у фудбалу за жене и Олимпијски фудбалски турнир. САД су биле домаћини Светског првенства у фудбалу 1994. и биће заједнички домаћини, уз Канаду и Мексико, Светског првенства у фудбалу 2026. САД су такође биле домаћин Светског првенства за жене 1999. Његову финалну утакмицу гледало је 90.185 људи, чиме је постављен светски рекорд за најпосећенији женски спортски догађај у то време.